# Brazuca

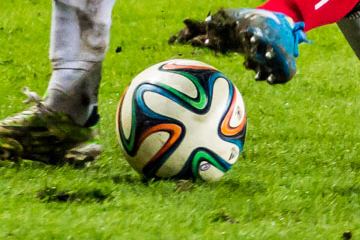
Brazuca

Brazuca − oficjalny model piłki zaprojektowany przez firmę Adidas na Mistrzostwa Świata w Piłce Nożnej 2014 w Brazylii. Oficjalna prezentacja zapowiedziana była na 6 grudnia 2013 podczas losowania grup turnieju. Ostatecznie pokazano ją po raz pierwszy 4 grudnia 2013 podczas konferencji prasowej w Salvador.

## Etymologia
4 grudnia 2013 Adidas zaprezentował Brazucę oficjalną piłkę meczową mistrzostw świata w Brazylii 2014. Premiera futbolówki odbyła się w nocy w Parque Lage w Rio de Janeiro. Nazwa została wyłoniona we wrześniu 2012 w plebiscycie publiczności, w którym wzięło udział ponad milion fanów piłki nożnej i jest potocznym określeniem oznaczającym „Brazylijczyka” lub „brazylijski sposób życia” zadowolenie, dumę, serdeczność. Barwy oraz motyw wstążek symbolizują tradycyjne wielokolorowe bransoletki życzeń (Fita do Senhor do Bonfim da Bahia) oraz oddają energię i brazylijską pasję do futbolu.
Jest to pierwsza nazwa piłki wyłoniona w konkursie przez kibiców. Nazwę Brazuca wybrano z poparciem 77.8%, konkurencyjne nazwy to Bossa Nova(14,6%) oraz Carnavalesca (7,6%).

## Technologia
Technologia użyta w produkcji piłki brazuca jest identyczna jak w przypadku Tango 12 (oficjalna piłka Mistrzostw Europy w Piłce Nożnej 2012), Cafusa (Puchar Konfederacji) oraz Oficjalnej Piłki Meczowej Ligi Mistrzów. Wprowadzono jednak zmiany w strukturze składającej się z sześciu identycznych paneli, uzyskując dzięki temu unikalną symetrię, oraz w powierzchni zapewniającej lepszą przyczepność, prowadzenie, stabilność oraz aerodynamikę na boisku.
Piłka brazuca została gruntownie przetestowana, żeby spełniać oraz przekraczać wymogi dotyczące piłek meczowych stawiane przez FIFA i zapewnić optymalną wydajność w każdych warunkach.
Brazuca została poddana ponad dwuipółletnim badaniom, w których wzięło udział ponad 600 najlepszych światowych piłkarzy, z 30 drużyn oraz 10 krajów na trzech kontynentach, dzięki czemu stała się najdokładniej przetestowaną piłką Adidas w historii.